# テネシー時間
テネシー時間（テネシーじかん）ではテネシー州で使用されている時間帯について記す。他の州と同様にアメリカ合衆国運輸省によって規定されている。
テネシー州のうち約73パーセントの郡は中部時間に含まれ、西部テネシーと中部テネシーがその大部分を占める。一方東部テネシーは、ブレッドソー郡、カンバーランド郡、マリオン郡の3郡を除いて東部時間に含まれている。なお、州全域で夏時間を実施している。

## 時間帯の境界の地域

### 中部時間の東端の郡
- ピケット郡
- フェントレス郡
- カンバーランド郡
- ブレッドソー郡
- シクアッチー郡
- マリオン郡

### 東部時間の西端の郡
- スコット郡
- モーガン郡
- ローン郡
- レイ郡
- ハミルトン郡

## tz database
IANAのtz databaseには、テネシー州の標準時は下記のように含まれている。
| 国名コード | 座標            | タイムゾーン     | コメント                   | 標準時 | 夏時間 | 備考 |
| ---------- | --------------- | ---------------- | -------------------------- | ------ | ------ | ---- |
| US         | +404251−0740023 | America/New_York | 東部時間（ほとんどの地域） | −05:00 | −04:00 |      |
| US         | +415100−0873900 | America/Chicago  | 中部時間（ほとんどの地域） | −06:00 | −05:00 |      |